# Teveli
Teveli – vagy Tevel, Tebel – (†948 előtt) (középgörög nyelven Tevelisz, Tεβέλης) Tarhacsi fia, Árpád magyar fejedelem unokája volt. Az ő fia volt Termacsu – Tormás – , aki Bulcsú harka követségének tagjaként 948 körül Bizáncban járt Bíborbanszületett Konstantinnál. Nevét megpróbálták származtatni a 'tesz' magyar a 'tövik' („szúr”) török igéből is.
Teveli szállásait jelzik az olyan helynevek, mint Tevel a későbbi Tolna vármegye területén, amely vármegyének a Tarhacsi-Teveli-Termacsu (Tarhos-Tevel-Tormás) ág birtoktömbje volt az előzménye.
Mivel Koppány későbbi birtokai Teveli és Termacsu szállásai közelében feküdtek, Györffy György szerint Teveli fia volt Tar Zerind is, és így Koppány az ő unokája volt.